# Ратнер, Леонид Анатольевич
Леонид Анатольевич Ратнер (укр. Леонід Анатолійович Ратнер, род. 26 декабря 1937, Кременчуг) — советский и украинский гандбольный тренер. Главный тренер женской сборной Украины (1992—1997, 2002—2008, 2011—2015), привёл сборную к бронзовым наградам Олимпийских игр 2004. Под руководством Ратнера его подопечные выигрывали бронзовые награды чемпионатов СССР (1977), СНГ (1992), Кубок Советского Союза (1989, 1990), четырежды — золотые медали национальных чемпионатов Украины, дважды — «серебро». На протяжении ряда лет возглавлял молодёжную (до 20 лет) и юниорскую (17-18 лет) команды СССР. Пять раз приводил молодёжную сборную СССР к золотым наградам мировых первенств (1983, 1985, 1987, 1989, 1991), советские юниорки семь раз побеждали в международных турнирах «Дружба». Заслуженный тренер УССР (1976), Заслуженный тренер СССР (1981).

## Биография
В первые послевоенные годы семья Ратнеров проживала в Запорожье на Слободке. В школьные годы Леонид занимался баскетболом на стадионе «Локомотив», в десятом классе сделал выбор в сторону гандбола. Во время службы в армии выступал за львовский СКА, был тренером по баскетболу добровольного спортивного общества «Спартак» (1955—1959). Работал тренером по баскетболу и ручному мячу в спортивном клубе завода «Коммунар» (1959—1968), где помог найти свое место в гандболе будущим олимпийским чемпионам Михаилу Ищенко и Наталье Шерстюк, более десяти мастерам спорта международного класса.
В 1959—1962 годах выступал за команду «Запорожалюминстрой» («ЗАС») под руководством одного из лучших советских тренеров 50-60-х годов Анатолия Музыкантова. Мастер спорта. В 1965 году окончил Крымский государственный педагогический институт по специальности «физическое воспитание».
Выступления на площадке совмещал с тренерской работой в детско-юношеской спортивной школе № 3, где в определённой мере закладывался фундамент будущей команды Запорожского металлургического института. Ратнер тренировал группу девочек 1955-56 годов рождения, в числе которых были Валентина Берзина, Валентина Маковоз, Валентина Работягова, Галина Коваль, Елена Бабаева.
В 1972 году помогал Семёну Полонскому тренировать мужскую команду ЗМетИ.
После тренировал женскую команду Запорожского металлургического института, которая выиграв первенство области была объединена с командой Запорожского трансформаторного завода. Вновь созданный коллектив выиграл всесоюзный турнир клубов первой лиги, а через три года, в 1977 гандболистки Запорожского индустриального института под руководством Ратнера стали бронзовыми призёрками чемпионата СССР.
С 1980 по 1991 года возглавлял молодёжную сборную СССР с которой добился пяти побед в чемпионатах мира.
Организатор и главный тренер (1988—1997) женской команды «Мотор», которая завоевала бронзу Чемпионата СНГ (1992), становилась многократным чемпионом Украины, весомо заявила о себе на европейской арене.
Тренировал сборную Украины когда её базовым клубом был «Мотор», а финансирование обеспечивало акционерное общество «Мотор Сич».
В 1997 году руководил словацким мужским клубом «Агро Топольчаны», который завоевал золото чемпионата страны и успешно выступал в евротурнире. Несколько раз признавался лучшим тренером Словакии. В 2001 году Ратнер на протяжении нескольких месяцев консультировал мелитопольский мужской клуб, а затем тренировал словацкую женскую команду «Пластика» (Нитра).
На матче за третье место на Олимпийских играх в Афинах против сборной Франции Ратнер был удалён. По его словам он пошёл на это для того, чтобы судьи не отдавали предпочтение француженкам и судили на равных.
Женская сборная под руководством Ратнера не попала на Олимпиаду-2008, что тренер называет предательством со стороны Федерации гандбола и клуба «Мотор». На Олимпиаде в Пекине в 2008 году был консультантом сборной Казахстана. Был консультантом по вопросам общефизической подготовки ФК «Металлург». После закрытия гандбольного клуба «Мотор», участвовал в организации и тренировал женскую гандбольную команду «ЗГИА».
Впоследствии Ратнер был рекомендован Федерацией гандбола Украины на пост главного тренера национальной сборной.
Воспитал 18 заслуженных мастеров спорта, 143 мастеров спорта и мастеров спорта международного класса по гандболу.

На площадке Ратнер был известен своим жёстким и вспыльчивым характером.

## Награды
- Заслуженный тренер УССР (1976)[3]
- Заслуженный тренер СССР (1981)[3]
- Орден «За заслуги» III степени (2004)[8]
- Орден «За заслуги перед Запорожским краем» III степени (2004)[3]
- Заслуженный работник физической культуры и спорта Украины (2009)[9]
- Орден «За заслуги перед Запорожским краем» II степени (2012)[3]
- Орден «За заслуги перед Запорожским краем» I степени (2017)[10]
- Почётный гражданин Запорожья (2018)[11]